# Траян-Вуя
Траян-Вуя (рум. Traian Vuia) — село у повіті Тіміш в Румунії. Входить до складу комуни Траян-Вуя.
Село розташоване на відстані 350 км на північний захід від Бухареста, 65 км на схід від Тімішоари.
Воно є місцем народження румунського винахідника й піонера авіації Траяна Вуя.

## Населення
За даними перепису населення 2002 року у селі проживали 485 осіб.
Національний склад населення села:
| Національність | Кількість осіб | Відсоток |
| -------------- | -------------- | -------- |
| румуни         | 470            | 96,9%    |
| цигани         | 8              | 1,6%     |
| українці       | 6              | 1,2%     |

Рідною мовою назвали:
| Мова       | Кількість осіб | Відсоток |
| ---------- | -------------- | -------- |
| румунська  | 471            | 97,1%    |
| циганська  | 8              | 1,6%     |
| українська | 5              | 1,0%     |